# Kasuf
Kasuf è un personaggio fittizio dell'universo di Stargate, apparso nel film Stargate, nella serie televisiva Stargate SG-1 e nella webserie Stargate Origins.
Kasuf è il leader della popolazione di Abydos. Come il resto del suo popolo, è asceso grazie all'aiuto di Oma Desala poco prima che il Signore del Sistema Anubis distruggesse il pianeta.

## Legami di parentela
Kasuf è padre di Skaara e Sha're; dato che quest'ultima è sposa del membro della SG-1 Daniel Jackson, Kasuf è suocero di Daniel. Kasuf è anche nonno del figlio partorito da Sha're e concepito con il Signore del Sistema Apophis, ovvero l'Harcesis Shifu.

## Biografia
Kasuf, essendo nato e avendo sempre vissuto su Abydos, ha adorato fin dalla nascita il goa'uld Ra. Quando la squadra proveniente dalla Terra capitanata dal Colonnello O'Neil Kasuf accolse garbatamente i viaggiatori e ordinò un banchetto in loro nome; inoltre dette sua figlia Sha're in sposa al Dr. Jackson. Kasuf decise di aiutare i terrestri a sconfiggere il loro falso dio Ra e guidò la popolazione contro i suoi soldati.
Quando Apophis fece rapire Sha're e Skaara, Daniel si fece promettere da Kasuf di seppellire lo Stargate per un anno; alla fine dell'anno avrebbe dovuto disseppellirlo per permettere a Daniel di tornare e riportare su Abydos Skaara e Sha're.
Quando Anubis arriva su Abydos in cerca dell'Occhio di Ra, Daniel cerca di fermare il potente goa'uld con i suoi poteri, ma fallisce. Anubis si appresta quindi a distruggere il pianeta ed i suoi abitanti, ma Oma Desala aiuta gli Abydosiani, tra cui Kasuf e Skaara, ad ascendere.